# José Miguel Ramón Idígoras Fuentes

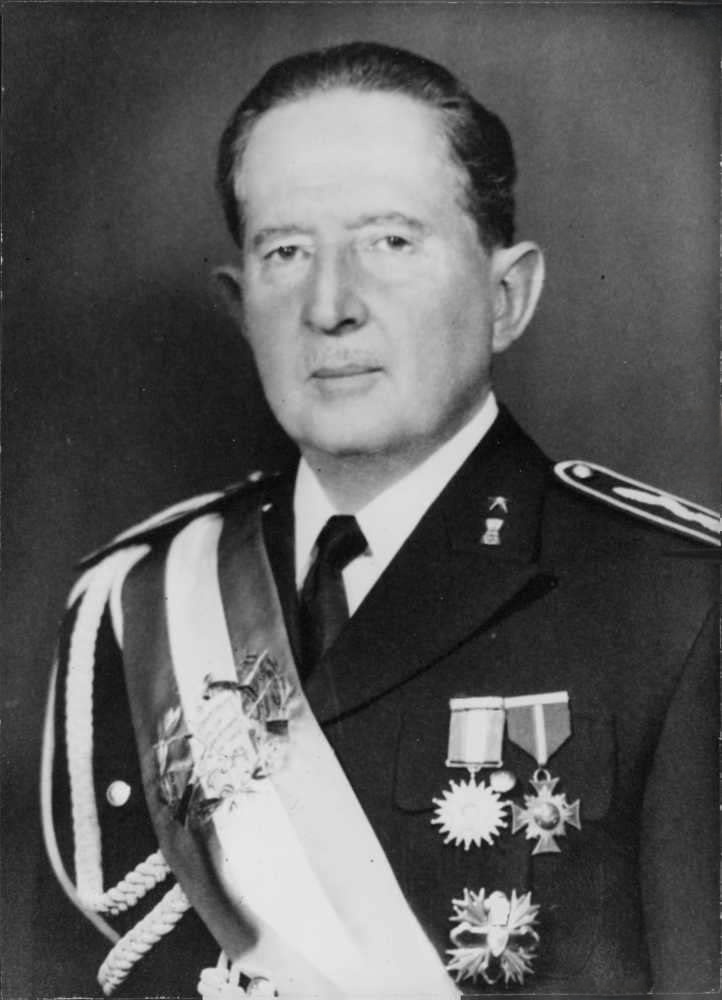
Offizielles Porträt

José Miguel Ramón Idígoras Fuentes, auch Ydígoras (* 17. Oktober 1895 in Retalhuleu; † Oktober 1982 in Guatemala-Stadt), war vom 2. März 1958 bis zum 31. März 1963 Präsident von Guatemala.

## Leben
Idígoras bekleidete unter Jorge Ubico Castañeda verschiedene Regierungsämter. General Miguel Idígoras Fuentes war 1944 ein Freund von Jacobo Arbenz Guzmán und wurde nach der Revolución de Octubre von 1944 als Militärattaché nach Washington entsandt.
Idígoras gründete die Partido Redención. Bei den Präsidentschaftswahlen 1950 trat Idígoras gegen Arbenz an.
- Idígoras erhielt 76.180 Stimmen (18,7 %)
- Arbenz erhielt 266.778 Stimmen (65,4 %).

Auch die Wahlen von 1957 verlor er deutlich. Nachdem diese jedoch aufgrund eines Wahlbetrugs für ungültig erklärt wurden, übernahm Idígoras Fuentes 1958 das Präsidentenamt.
Idígoras' Regierung beendete die Beziehungen zu Fidel Castro. US-Botschafter Lester D. Mallory ließ etwa 5.000 Söldner für die Invasion in der Schweinebucht auf der Finca La Helvetia in Retalhuleu trainieren, welche Eigentum von Roberto Alejos Arzú, einem engen Freund Idígoras', war. Am 13. November 1960 rebellierten die Truppen der Fuerte de Matamoros, um eine Invasion auf Kuba zu verhindern. Dieser gescheiterte Putschversuch markiert den Anfang des guatemaltekischen Bürgerkrieges. 1962 wurden die Fuerzas Armadas Revoluciónarias (FAR) gegründet. Idígoras ordnete Luftangriffe auf mexikanische Fischerboote an, welche in den Hoheitsgewässern von Guatemala fischten. Seine Regierung untermauerte die Ansprüche Guatemalas auf Belize mit massiven militärischen Drohungen und ließ einige Ortschaften nach Kriegern benennen: Pedro de Alvarado, Tecun Uman (dem letzten König der Quiché), oder Melchor de Mencos.
Miguel Idígoras genoss die Unterstützung der US-Botschaft. Die Opposition gegen Idígoras war in allen Bevölkerungsschichten stark. Nach einem Wahlbetrug bei Parlamentswahlen, bei welchen die Partido Redención von Idígoras die Mehrheit der Sitze gewann, gab es Demonstrationen auf den Straßen von Guatemala-Stadt und der Rücktritt von Idígoras wurde gefordert. Präsident Idígoras ließ mit automatischen Waffen auf die Demonstranten schießen. Nach einer Woche Protest waren etwa 40 Demonstranten tot, Hunderte verletzt und Tausende im Gefängnis. Idígoras wurde 1963 vom Verteidigungsminister Oberst Enrique Peralta Azurdia gestürzt.
Unter seiner Herrschaft wurde die Verbesserung der Infrastruktur intensiviert. Zudem beteiligte sich Guatemala am aktivsten am gemeinsamen zentralamerikanischen Markt, Mercado Común Centro Americano. Idígoras ließ Wohnraum für die Mittelklasse schaffen und dies mit Slogans wie „esfuerzo propio, ayuda mutua“ (eigene Anstrengung, gegenseitige Hilfe) begleiten.

## Die staatliche Erschließungsgesellschaft Petén (FYDEP)
1959 wurde die FYDEP (Fomento y desarollo economico del Petén) durch das Idígoras-Regime gegründet. Mittels dieser staatlichen Erschließungsgesellschaft erlangten die Militärs großes Landeigentum und die Geflügelzucht wurde gefördert. Seit dem Ende des klassischen Mayazeitalters war der Petén, ein seit Jahrhunderten naturbelassener Urwald, praktisch unbewohnt. Die wirtschaftlichen Aktivitäten in der Kolonialzeit beschränkten sich auf einige Rinderfarmen in Savannengebieten und einige wenige Siedlungen am Rande großer Flüsse. Zu Beginn des 20. Jahrhunderts begann die wirtschaftliche Ausbeutung des Kautschuks, welche 1947 eine Rekordernte von 47.000 Quintales erreichte, womit Kautschuk das drittertragreichste Exportprodukt Guatemalas wurde. Gleichzeitig wurde die Holzwirtschaft mechanisiert, was eine bedeutende Ausweitung der Einschlaggebiete ermöglichte, welche zuvor auf die Gebiete nahe den Flüssen beschränkt waren. Das FYDEP hatte den Auftrag, die Nutzung der natürlichen Rohstoffe zu verwalten und die Kolonisierung des Gebietes zu fördern. In den folgenden Jahren wurden auch Nichtholzprodukte aus dem Wald genutzt, wie bspw. Dekorpalmwedel in der Floristik, Xatepalmen und Dicker Pfeffer (All spice). Die FYDEP vergab Konzessionen für Holzeinschlag und Grundstücke und ließ Straßen und Infrastruktur anlegen. Der Petén wurde so in Guatemalas Volkswirtschaft integriert. In dieser Zeit wurden vermehrt Rinderzuchtbetriebe gegründet, welche die großen Naturwaldflächen rodeten und zu Weiden planierten. In den 1980er-Jahren verschärfte sich die Krise des Zugangs zu Land in verschiedenen Teilen des Landes (die Menschen wurden durch das Militär zwecks des Baus großer Stausee-Projekte von ihrem Land vertrieben) und verstärkte die Wanderung der Bauern in den Petén, mit der Folge der verstärkten Umwandlung von Wald in Weide- und Anbauflächen, eine ökologische Katastrophe. Ende der 1980 wurde die FYDEP aufgelöst.